# Sonate voor hobo en piano (Poulenc)
De Sonate voor hobo en piano, opus 185 (FP 185) van Francis Poulenc werd geschreven in 1962.

## Achtergrond
Poulenc schreef het ter nagedachtenis aan Sergej Prokofjev (de partituur vermeldt: à la mémoire de Serge Prokofieff). De première werd gepeeld door hoboïst Pierre Pierlot en pianist Jacques Février in Straatsburg op 8 juni 1963. Het is het laatste werk dat Poulenc voltooide en dus ook de laatste van Poulencs drie sonates voor blaasinstrumenten. De andere twee zijn de fluitsonate uit 1956 en de  klarinetsonate uit 1962. Opgemerkt wordt dat ook de hobosonate van Camille Saint-Saëns en het hoboconcert van Richard Strauss hun laatste voltooide werken waren.
De sonate staat bekend als een technisch lastig stuk, met name het Scherzo. Het treurige deel Déploration vergt een goede controle van de toon. Om zijn rouwgevoelens voor zijn vriend Prokofjev uitdrukking te geven gebruikt Poulenc de extremen van wat de hobo kan. Zo begint het openingsthema in het hoogste register van de hobo. Later laat Poulenc de hobo een passage zeer luid (fortissimo) spelen in het laagste registervan de hobo, tot en met de lage bes, de laagste noot van de hobo. Dezelfde frase wordt later herhaald, maar dan zeer zacht (pianissimo), wat erg lastig is.

## Delen
Het werk bestaat uit drie delen:
1. Elégie (Paisiblement, Sans Presser)
2. Scherzo (Très animé)
3. Déploration (Très calme)

Opmerkelijk is dat de tempi van de delen langzaam-snel-langzaam is, in tegenstelling tot het gebruikelijke snel-langzaam-snel van de traditionele sonate. Een gemiddelde uitvoering duurt zo'n 13 à 15 minuten.